# 8175 Boerhaave
8175 Boerhaave este un asteroid din centura principală de asteroizi.

## Descriere
8175 Boerhaave este un asteroid din centura principală de asteroizi. A fost descoperit pe 2 noiembrie 1991 la Observatorul La Silla de Eric Walter Elst. El prezintă o orbită caracterizată de o semiaxă mare de 3,01 ua, o excentricitate de 0,05 și o înclinație de 11,0° în raport cu ecliptica.